# Shanghai Affairs
Shanghai Affairs (新唐山大兄)è un film del 1998 diretto da Donnie Yen.
Pellicola di arti marziali, seconda regia per Donnie Yen.

## Trama
Tong Shan è un medico che torna dalla Gran Bretagna nella natia Shanghai dopo aver conseguito la laurea in medicina. Tong apre una clinica in un povero villaggio a Shanghai per aiutare le persone malate che non possono permettersi le cure mediche. Tuttavia, l'Axe Gang, guidato da Yue Lo-Chat, arriva e prevede di costruire in paese un casinò. Tong e il suo assistente, Bond, tentano in tutti i modi di proteggere il villaggio e tenere la banda di malviventi  a distanza, facendo adirare Yue.
Un giorno, Tong incontra la sorella minore di Yue, Yue Siu-sin, che è muta a causa di una malattia. Tong cura Siu-sin e il loro rapporto si evolve, dapprima, in una tenera amicizia, e poi in amore, sentimento che Yue, (che oltre ad avere in antipatia Tong è contrario alla medicina occidentale), ostacola in ogni modo.Più tardi, alcuni bambini vengono rapiti e trovati senza vita e misteriosamente privati degli organi interni. Tong indaga e scopre che il suo mentore, Lui Mung, e Yue sono le menti diaboliche che si nascondono dietro questo efferato fatto. Di lì in poi, per Tong e la dolce Siu-sin, inizieranno i guai, con un drammatico epilogo.